# Inde aux Jeux olympiques d'hiver de 2014
L'Inde participe aux Jeux olympiques d'hiver de 2014, à Sotchi (Russie) du 7 au 23 février 2014. Les athlètes indiens ont défilé sous le drapeau olympique à cause de la suspension du comité olympique indien, mais ce dernier a été réintégré au CIO pendant les Jeux.

## Contexte
Le 31 décembre 2013, il est annoncé que l'Inde pourra participer à ces Jeux sous la bannière olympique. En effet, les élections de l'Indian Olympic Association sont prévues deux jours après la cérémonie d'ouverture, ne permettant, théoriquement, pas de lever la suspension à temps.
Les athlètes indiens ont donc défilé sous le drapeau olympique au cours de la cérémonie d'ouverture. Toutefois, le 11 février, le CIO prit la décision de réintégrer l'Inde dans le comité avec effet immédiat. Il leur est alors possible de concourir aux jeux 2014 sous leur propre drapeau.
Le lugeur Shiva Keshavan a disputé l'épreuve individuelle le premier week-end de la compétition a donc concouru sous la bannière olympique, tandis que les deux autres athlètes concourent sous le drapeau indien.

## Luge
| Athlète        | Épreuves | Course 1 | Course 1 | Course 2 | Course 2 | Course 3 | Course 3 | Course 4 | Course 4 | Total          | Total |
| Athlète        | Épreuves | Temps    | Rang     | Temps    | Rang     | Temps    | Rang     | Temps    | Rang     | Temps          | Rang  |
| -------------- | -------- | -------- | -------- | -------- | -------- | -------- | -------- | -------- | -------- | -------------- | ----- |
| Shiva Keshavan | Simple H | 53 s 905 | 35e      | 55 s 203 | 38e      | 54 s 706 | 37e      | 53 s 335 | 34e      | 3 min 37 s 149 | 37e   |

Le lugeur fut remarqué au cours de ces jeux car il a chuté en pleine course mais réussit toutefois à se repositionner sur sa luge en pleine vitesse pour finir malgré tout sa course.

## Ski alpin
| Athlète         | Épreuves     | Course 1      | Course 1 | Course 2      | Course 2 | Total         | Total |
| Athlète         | Épreuves     | Temps         | Rang     | Temps         | Rang     | Temps         | Rang  |
| --------------- | ------------ | ------------- | -------- | ------------- | -------- | ------------- | ----- |
| Himanshu Thakur | Slalom géant | 1 min 47 s 86 | 79e      | 1 min 49 s 69 | 72e      | 3 min 37 s 55 | 72e   |

## Ski de fond
L'Inde a obtenu les places suivantes :
- Compétitions masculines: 1 place

### Distance
Hommes
| Athlète      | Épreuve         | Classique    | Classique    | Libre        | Libre        | Total         | Total           | Total |
| Athlète      | Épreuve         | Temps        | Rang         | Temps        | Rang         | Temps         | Écart           | Rang  |
| ------------ | --------------- | ------------ | ------------ | ------------ | ------------ | ------------- | --------------- | ----- |
| Nadeem Iqbal | 15 km classique | non concerné | non concerné | non concerné | non concerné | 55 min 12 s 5 | + 16 min 42 s 8 | 85e   |